# Tautas kontrole
Tautas kontrole (TK; deutsch Volkskontrolle) ist eine politische Partei in Lettland. Sie versteht sich als eine zentristische Partei.
Die Partei trat unter demselben Namen bereits bei den Parlamentswahlen 2010 an und scheiterte mit 0,41 % der Stimmen an der Fünf-Prozent-Hürde. Vorstandsvorsitzender ist der Unternehmer Anatolijs Romaņuks – Parteivorsitzender Rihards Jablokovs. Zu der Wahl 2011 wurde eine Liste mit 88 Kandidaten eingereicht ohne das ein Mandat im Parlament erzielt wurde.

## Parteiprogramm
Die Partei ist euroskeptisch und macht die jetzigen Parteien in der Saeima für den „vollständigen Zusammenbruch des ökonomischen und sozialen Systems“ verantwortlich. TK verspricht im Falle eines Wahlsiegs unter anderem die Einkommensteuer und Unternehmensteuer zu senken und eine Agrarreform durchzuführen. Die Verfassung soll geändert werden um die Zahl der Abgeordneten im Parlament auf 40 zu senken und den Wählern eine Abberufung ihres Deputierten während der Legislaturperiode zu ermöglichen. Außenpolitisch will die Partei für Lettland günstigere Mitgliedsbestimmungen in der NATO aushandeln.